# أيغول أوزكان

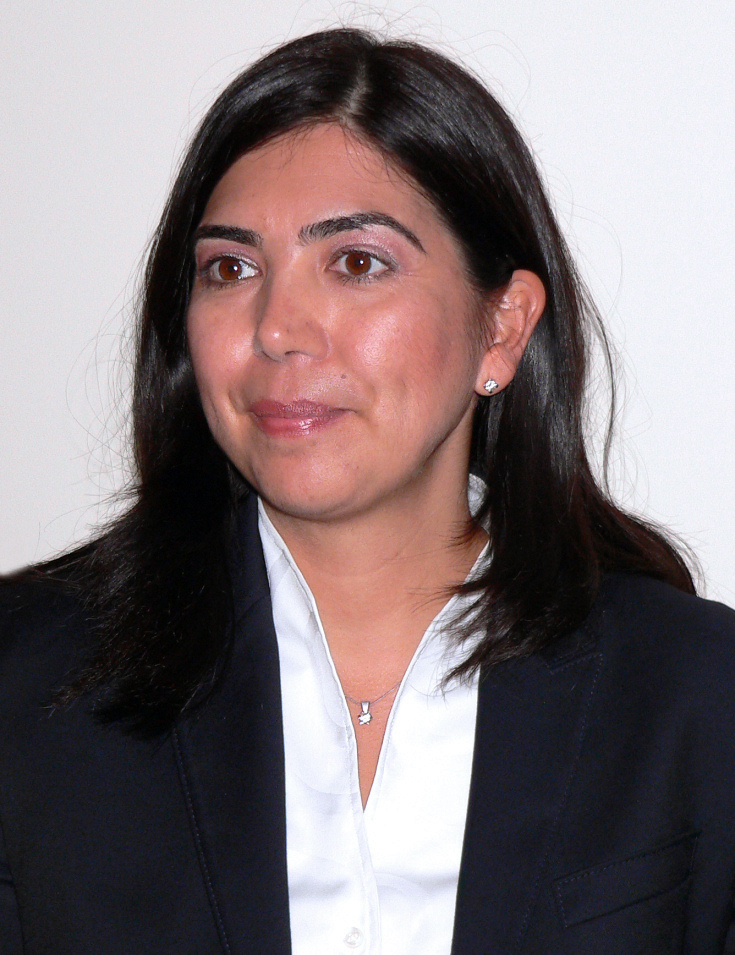

أيغويل أوزكان (Ayguel Oezkan أو Aygül Özkan) هي محامية تركية الأصل ومولودة في مدينة هامبورغ في ألمانيا مواليد عام 1971. هي أول مسلمة تصبح وزيرة في ألمانيا. وقد تسلّمت حقيبة الشؤون الاجتماعية في حكومة ولاية ساكسونيا السفلى (شمال غرب ألمانيا) برئاسة كريستيان فولف الذي يشغل منصب رئاسة حكومة ولاية سكسونيا السفلى منذ سبع سنوات.
أيغويل أوزكان على الرغم من كونها أول مسلمة تتسلّم منصباً وزاريّاً في ألمانيا، هي عضو في الاتحاد المسيحي الديموقراطي بزعامة المستشارة أنغيلا ميركل (22 أبريل 2010). وكانت المتحدثة باسم الحزب للشؤون الزراعية في هامبورغ، وأصبحت نائبة عن الحزب المحافظ في هامبورغ منذ عام 2008.
وقد سلّطت صحيفة «صحيفة فرانكفورتر ألغيماينة زيتونغ» الضوء على تعيين أيغويل التركية بمقال تحت عنوان «مسلمة تصبح وزيرة». وتنقل الصحيفة عن «المسلمة الشيعية المؤمنة» قولها إنها «وجدت في الحزب المسيحي، قيم العائلة والتماسك وحبّ الغير».
صحيفة فيلت أون لاين تحدثت عن مسعى المحامية الشابة منذ سنوات إلى الاهتمام بأبناء جاليتها في ألمانيا لتحسين وضعهم. لذلك يأتي تسلّمها وزارة الشؤون الاجتماعية، وخصوصاً ملف الاندماج، مناسباً لخلفيتها كابنة عائلة مهاجرة.
وتقول الصحيفة إن أوزكان سألت نفسها دائماً، كيف تشعر كأول مهاجرة في حكومة، لتجيب بنفسها «لهذا لن أتراجع».
وانضمت أوزكان إلى الـ«CDU» منذ ست سنوات، واستطاعت أن تصبح مواطنة ذات أهمية مهنياً، لتقفز بعد ذلك إلى برلمان الولاية عام 2008. لدرجة أن صحيفة بوليفارد وصفتها بأنها «صاروخ سياسة».
وتصف الخبيرة الاقتصادية، التي عملت في عدد من شركات الاتصال المختلفة، منصبها الجديد بالتحدّي، وتقول إنها كوزيرة جديدة ستعزّز تعليم الأطفال في سن مبكرة، وستعلن للأهل أنّ عليهم إرسال أطفالهم إلى الحضانة في وقت مبكر.

## روابط خارجية
- أيغول أوزكان على موقع مونزينجر (الألمانية)